# Addisonia
Addisonia is een geslacht van slakken. De wetenschappelijke naam van het geslacht is voor het eerst geldig gepubliceerd in 1882 door William Healey Dall.
Dall richtte in zijn publicatie tevens een nieuwe familie op, Addisoniidae, met Addisonia als voorlopig enige geslacht. Hij gebruikte deze namen als eerbetoon aan Addison Emery Verrill. Dall beschreef als eerste en voorlopig enig gekende soort Addisonia paradoxa, verzameld aan de oostkust van de Verenigde Staten nabij Martha's Vineyard.

## Soorten
Volgende soorten behoren tot dit geslacht:
- Addisonia brophyi McLean, 1985. Deze soort komt voor in de oostelijke Grote Oceaan aan de kust van Californië.
- Addisonia excentrica (Tiberi, 1855). Deze soort komt voor in de westelijke Atlantische Oceaan van Nova Scotia tot Jamaica.[3] Addisonia paradoxa van Dall is een junior synoniem.

James H. McLean rekende ook nog een derde soort tot dit geslacht, A. lateralis (Requien, 1848) uit de oostelijke Atlantische Oceaan en de Middellandse Zee. WoRMS beschouwt deze soortnaam ook als een synoniem van A. excentrica.